# Lucy Ayoub
Lucy Ayoub, född juni 1992 i Tel Aviv, är en israelisk poet och programledare för radiostationen IPBC. 
År 2017 började hon programleda kulturprogrammet Culture Club på kanalen Kan 11. Hon var en av programvärdarna vid semifinalerna och finalen av Eurovision Song Contest 2019. 